# Los miserables
Ne doit pas être confondu avec Les Misérables.
Los miserables est une telenovela américaine diffusée entre le 30 septembre 2014 et le 24 mars 2015 sur Telemundo. Cette production tout droit sortie des studios de Telemundo est basée sur l’histoire du célèbre roman français : « Les misérables » de Victor Hugo. Telemundo en a donc fait un remake,.
Elle a été diffusée sur le réseau Outre-Mer 1re du lundi 22 août 2016 au vendredi 3 février 2017 puis sur France Ô du lundi 9 janvier au vendredi 10 mars 2017 et sur Novelas TV en 2017 et rediffusée en 2019 sous le titre de "Le prix du pardon". Elle est disponible sur 6play depuis le 19 octobre 2017.

## Synopsis
Lucía Durán quitte la prison du Texas où elle a passé 11 ans parce qu'elle a été accusée de complicité, dans le trafic de drogue dans lequel son compagnon, Pedro Morales, était impliqué. Sa compagne de cellule avec qui elle a forgé une grande amitié toutes ces années en prison, Rosalia Pérez, sur son lit de mort, lui confie Roxana, sa fille âgée de 10 ans qui vit à Mexico avec sa tante Nuria, qui ne l'aime pas et ne s'occupe pas d'elle. Lucía est libérée de prison et elle se fait expulser des États-Unis avec le diplôme d’infirmière qu’elle a obtenu en prison.
Arrivée au Mexique, Lucía rêve de revoir sa famille, particulièrement son père. Elle est reçue par sa grande sœur, Liliana Duran, qui lui rappelle qu'elle est la honte de la famille, elle lui rappelle tout l'animosité qu'elle lui porte. Quand Fernanda, la matriarche de la famille, apprend que Lucia est revenue, elle tente par tous les moyens de l'empêcher de revoir son père. Lucía doit faire face à bien des problèmes puisqu’elle va devoir chercher du travail, obtenir une situation stable, et tenir la promesse qu’elle a faite à Rosalia, à savoir : protéger sa fille.
Daniel Ponce, chef de la police, n’a jamais eu de mal à trouver des femmes, des aventures d’un soir. Il ne tient pas à avoir des relations sérieuses et durables. Il est cynique et froid et se vante auprès des autres, d’être juste et impartial. Il traque sans relâche les criminels car dans chacun d’entre eux, il voit le meurtrier de sa mère.
Daniel, dans sa lutte contre le trafic de drogue, et Marrero à la tête d'un cartel de la drogue, dirige une opération pour attraper dans un quartier populaire, un réseau de trafiquants de drogues. Résultat : deux policiers et des trafiquants blessés. Pendant ce temps-là, Lucía va dans un hôpital déposer sa candidature pour du travail. Peu de temps après, les policiers blessés de l’opération de Daniel arrivent à l’hôpital. Lucía commence à aider le personnel car il y a peu d’infirmiers et de docteurs, jusqu'à ce que Daniel reçoive des ordres et des menaces. Lucía affronte la colère de Daniel. La Sœur Amparo Ponce, voyant le mauvais comportement de son neveu, décide de laisser une chance à Lucía, malgré son passé douteux. Et d'ailleurs Sœur Milagros avait émis des doutes concernant Lucia Duran, car elle n'apprécie pas les ex-prisonniers. Après avoir été embauchée officiellement, celle-ci se met à la cherche de Roxana, la fille de Rosalia.
Puis, plus tard, le destin prendra une tout autre tournure lorsque Daniel va perdre son frère, César… Lucía assiste à la scène du meurtre… Les preuves s'accumuleront contre elle… Comment va-t-elle prouver son innocence ? Elle va devoir se venger de ces personnes qui l'ont accusée à tort et faire triompher la justice afin de se réhabiliter aux yeux de tous.

## Distribution générale des personnages
| Acteurs/Actrices       | Personnages                                                                                                |
| ---------------------- | --- |
| Aracely Arámbula       | Lucia "Lucha" Duran Monteagudo / Lucia Duran de Ponce / Lucia Duran de Montes                              |
| Erik Hayser            | Daniel Ponce Aguilar / Commandant Daniel Ponce                                                             |
| Aylín Mújica           | Liliana Duran Monteagudo "La diablesse" † Brûlée vive avec le "Diable" (Épisode 120)                       |
| Gabriel Porras         | Olegario "Le Diable" Marrero / Raphaël Montes † Brûlé vif avec la "Diablesse" (Épisode 120)                |
| Aaron Diaz             | César Mondragon Bianchi † Assassiné par balle (Épisode 17)                                                 |
| Javier Diaz Duenas     | Radamès Echeverria † Mort d'une crise cardiaque (Épisode 110)                                              |
| Alexandra de la Mora   | Helena Duran Monteagudo / Helena Duran de Echeverria / Helena Duran de Riobueno                            |
| Diego Soldano          | Commissaire Pablo Riobueno                                                                                 |
| Frederico Porras Jr.   | Ignacio "Nachito" Echeverria Duran                                                                         |
| Alex Camargo           | Abel Duran Monteagudo                                                                                      |
| Anastasia Acosta       | Consuelo "Chelo" Duran Monteagudo / Consuelo Duran de Gordillo                                             |
| Marco Trevino          | Ignacio Duran                                                                                              |
| Maria Barbosa          | Fernanda Monteagudo de Duran † Assassiné par balle par la "Diablesse" (Épisode 118)                        |
| Estela Calderon        | Déborah Echeverria / Déborah Echeverria de Mondragon                                                       |
| Dave Douglas           | Octavio Mondragon Echeverria                                                                               |
| Eva Daniela            | Victoria "Vicky" Gordillo Duran / Victoria Gordillo de Mondragon † Poussée dans des escaliers (Épisode 89) |
| Bianca Calderon        | Deyanira Paredes                                                                                           |
| Aldo Gallardo          | Docteur Carlos Gallardo                                                                                    |
| Thanya Lopez           | Commissaire Marisela Leon / Marisela Leon de Rodriguez                                                     |
| Juan Martín Jauregui   | Commissare Evaristo Rodriguez                                                                              |
| Géraldine Zinat        | Sœur Milagros Barragan                                                                                     |
| Veronica Teran         | Sœur Amparo Ponce † Assassiné par balle (Épisode 41)                                                       |
| Claudio Lafarga        | Docteur Gonzalo Mayorca                                                                                    |
| Luis Uribe             | Inspecteur Genaro Cabello † Tué par balle (Épisode 120)                                                    |
| Pia Watson             | Adriana Palacios                                                                                           |
| Alisa Vélez            | Marina Valdés                                                                                              |
| Macarena Oz            | Roxana "Roxanita" Pérez / Roxana Ponce Duran                                                               |
| Rodrigo Vidal          | Gaston Gordillo † Mort assassiné par la "Diablesse" (Épisode 46)                                           |
| Gabo Anguiano          | Guillermo Herandez "Memin" / Guillermo Ponce Duran                                                         |
| Ramon Medina           | Roque Sarmiento † Poussé par-dessus un immeuble                                                            |
| Elsy Reyes             | Nuria Pérez "La naine"                                                                                     |
| Gonzalo Garcia Vivanco | Pedro Morales † Mort, tué par balle (Épisode 1)                                                            |
| Teresa Ibarria         | La Chata                                                                                                   |
| Luis Yeverino          | Gustavo Milan † Tué par le "Diable"                                                                        |
| Mercedes               | Mercedes                                                                                                   |

## Diffusion
- États-Unis Telemundo (2014-2015)
- France Outre-Mer 1re (22 août 2016 - 3 février 2017)
- France France Ô (Du 9 janvier 2017 au 10 mars 2017)
- pays d'Afrique francophone Novelas TV (24 mars 2017 - 7 septembre 2017) et (11 janvier 2019 - 27 juin 2019)
- France Novelas TV (11 janvier 2019 - 27 juin 2019)
- France 6Play (Disponible en Replay)

## Sources
- (es) Cet article est partiellement ou en totalité issu de l’article de Wikipédia en espagnol intitulé « Los miserables (telenovela de 2014) » (voir la liste des auteurs).